# Kirchgasse 239 (Landshut)

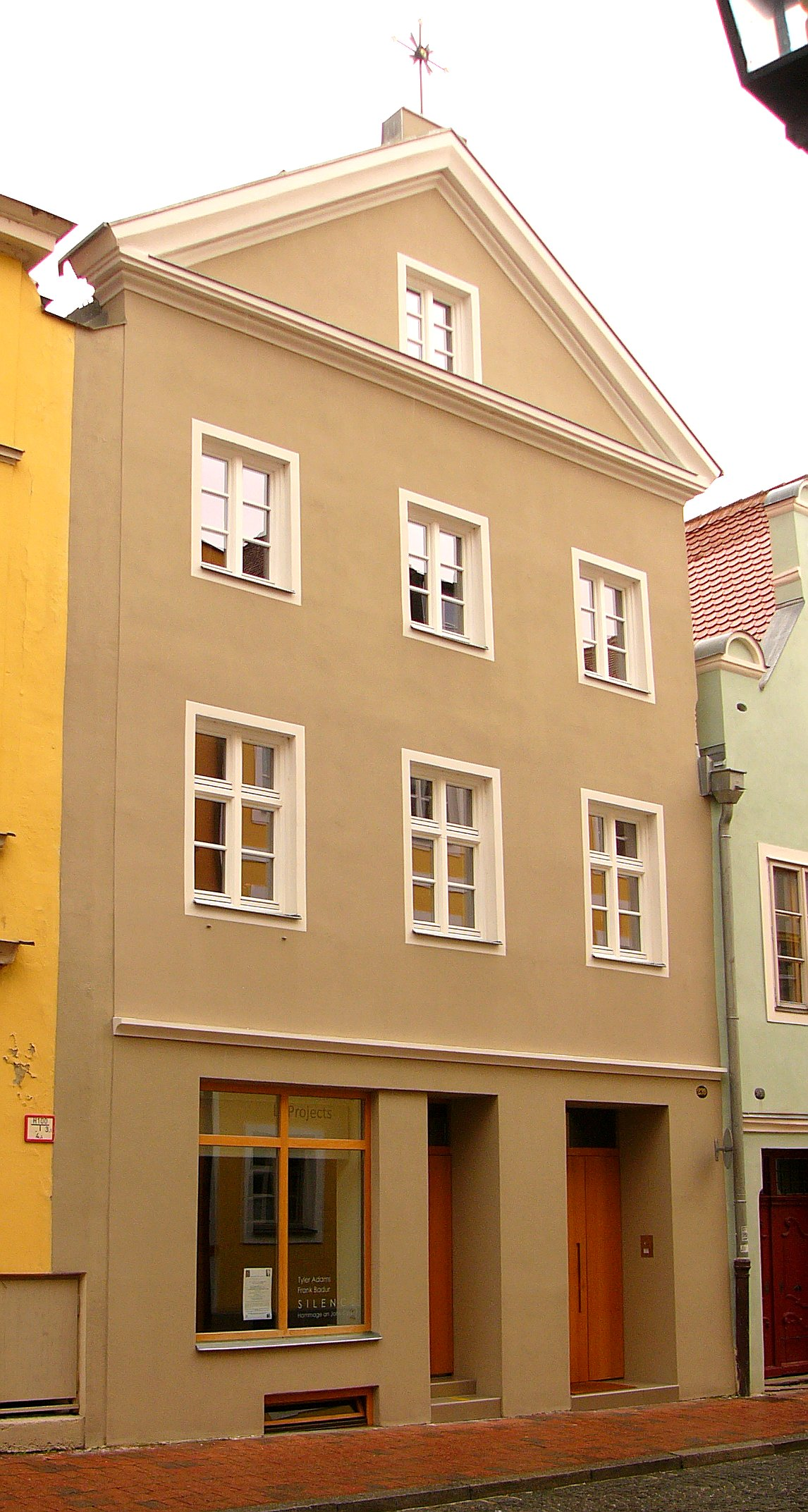
Haus Kirchgasse 239 in Landshut

Das Gebäude Kirchgasse 239 in Landshut, einer Stadt in Niederbayern, wurde im Kern im 14. Jahrhundert errichtet. Das Wohnhaus ist ein geschütztes Baudenkmal.

## Beschreibung
Der dreigeschossige Satteldachbau besitzt einen profilierten Dreiecksgiebel. In der Barockzeit wurde das Haus aufgestockt und ausgebaut. Überformungen fanden im 19. Jahrhundert statt.
Die Eigentümer Edith und Jörg Ludwig erhielten im Jahr 2014 die Denkmalschutzmedaille des Freistaates Bayern für die vorbildliche Renovierung des Baudenkmals.